# 罗西姜
罗西姜（羅馬拼音：Rathekyaung，61年—167年）本是修道僧人，因欣赏骠绍梯的聪惠，而传授其十八般技艺与浮世经学。并预言绍梯将成为一代君王而为绍梯更名为明梯（意为王者）后绍梯果然成为阿梨摩陀国王储 小历74年（公元152年）国王萨牟陀梨病逝，时为王储的绍梯为报达恩师邀他还俗为王，其遂以91岁高龄，还俗继位。 罗西姜在位15年，终年106岁。
| 前任： 萨牟陀梨 | 阿梨摩陀国君主 152年-167年 | 繼任： 骠绍梯 |